# Arve Isdal
Arve Isdal (ur. 28 sierpnia 1977 w Bergen; znany również jako Ice Dale) – norweski muzyk, kompozytor i instrumentalista, a także producent muzyczny. Arve Isdal znany jest przede wszystkim z występów w grupie muzycznej Enslaved. Wraz z zespołem czterokrotnie otrzymał nagrodę norweskiego przemysłu muzycznego Spellemannprisen. Wcześniej, w latach 1998-2001 występował wraz z Malignant Eternal. Popularność poza sceną muzyki blackmetalowej zyskał za sprawą występów w rockowej grupie Audrey Horne. Od 2005 roku współtworzy kwintet pod nazwą – I, m.in. wraz z udziałem muzyków Immortal, a także septet Trinacria. Z kolei od 2007 gra w grupie Harald „Demonaza” Nævdala – sygnowanej nazwą Demonaz. Jako muzyk sesyjny współpracował ponadto z zespołami Ov Hell oraz inkarnacją zespołu Gorgoroth bez jego lidera Rogera „Infernusa” Tiegsa.

## Dyskografia
- Enslaved – Below the Lights (2003, Osmose Productions)
- Enslaved – Isa (2004, Tabu Recordings)
- Audrey Horne – No Hay Banda (2005, Tuba Records/DogJob Records)
- I – Between Two Worlds (2006, Nuclear Blast)
- Enslaved – Ruun (2006, Candlelight Records)
- Audrey Horne – Le Fol (2007, Indie Recordings)
- Trinacria – Travel Now Journey Infinitely (2008, Indie Recordings)
- Enslaved – Vertebrae (2008, Indie Recordings)
- Ov Hell – The Underworld Regime (2010, Indie Recordings)
- Enslaved – Axioma Ethica Odini (2010, Indie Recordings, Nuclear Blast)
- Audrey Horne – Audrey Horne (2010, Indie Recordings)
- God Seed – Live at Wacken (DVD, 2012, Indie Recordings)